# Konstantinos Volanakis

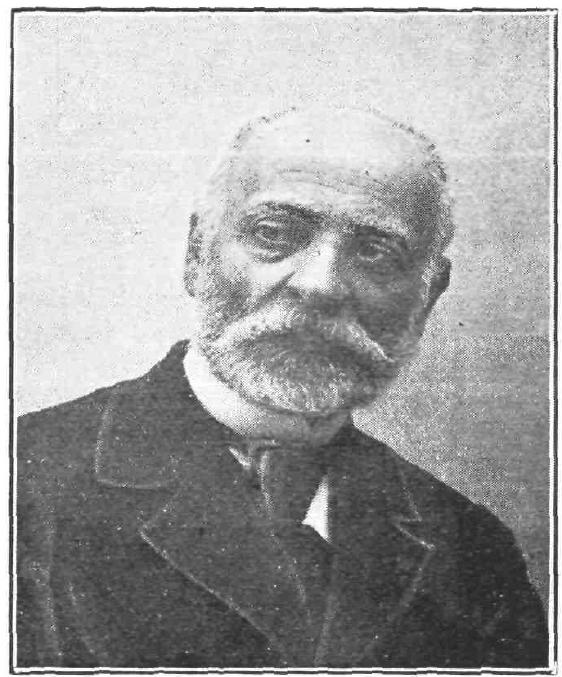
Konstantinos Volanakis

Konstantinos Volanakis (griechisch Κωνσταντίνος Βολανάκης; * 17. März 1837 in Iraklio; † 1907 in Piräus; auch Constantinos Volanakis und Volonakis) war einer der bedeutendsten griechischen Maler des 19. Jahrhunderts.

## Leben
Volanakis’ Familie stammte aus einem kleinen Ort bei Rethymno. Nach dem Besuch des Gymnasiums auf der Insel Syros und dem Abitur im Jahre 1856 ging er noch im gleichen Jahr auf Anregung seiner älteren Brüder nach Triest, um als Buchhalter für den großen Zuckerkonzern Afentoulis zu arbeiten. Der Konzernchef Afentoulis wertschätzte die künstlerischen Fähigkeiten des jungen Volanakis, die er durch dessen zahlreiche Zeichnungen von Booten, Schiffen und Häfen in den Rechnungsbüchern bemerkte. Anstatt seinen verträumten Buchhalter zu entlassen, entschied Afentoulis sich, Volanakis auf eigene Kosten ein Studium der Malerei zu finanzieren. Er schickte Volanakis nach Bayern an die Akademie der Bildenden Künste München. Dort begann er im Jahre 1860 sein Studium als Schüler von Carl Theodor von Piloty.
Nach seinem Studium arbeitete er in München, Wien und Triest. 1883 kehrte er nach Griechenland zurück und ließ sich in Piräus nieder. Vom gleichen Jahr an bis 1903 lehrte er an der athenischen Hochschule der Bildenden Künste zunächst Elementarzeichnen und später Skulpturenmalerei. Volanakis starb in Piräus im Jahre 1907.
Das Meer, die Schiffe und Häfen waren ständige Inspirationsquellen für Volanakis’ Kunst. Gemeinsam mit Theodoros Vryzakis, Nikiforos Lytras, Nikolaus Gysis und Georgios Iakovidis gilt er als einer der bedeutendsten Vertreter des akademischen Realismus der sogenannten Münchner Schule. Gleichwohl zeigen manche seiner Werke, wie das bekannte Fest in München, leichte impressionistische Tendenzen. Seine Marinebilder schmücken einige der bedeutendsten Säle Österreichs und Griechenlands, andere Werke des Künstlers erzielten auf internationalen Auktionen hohe Preise.

## Werke (Auswahl)

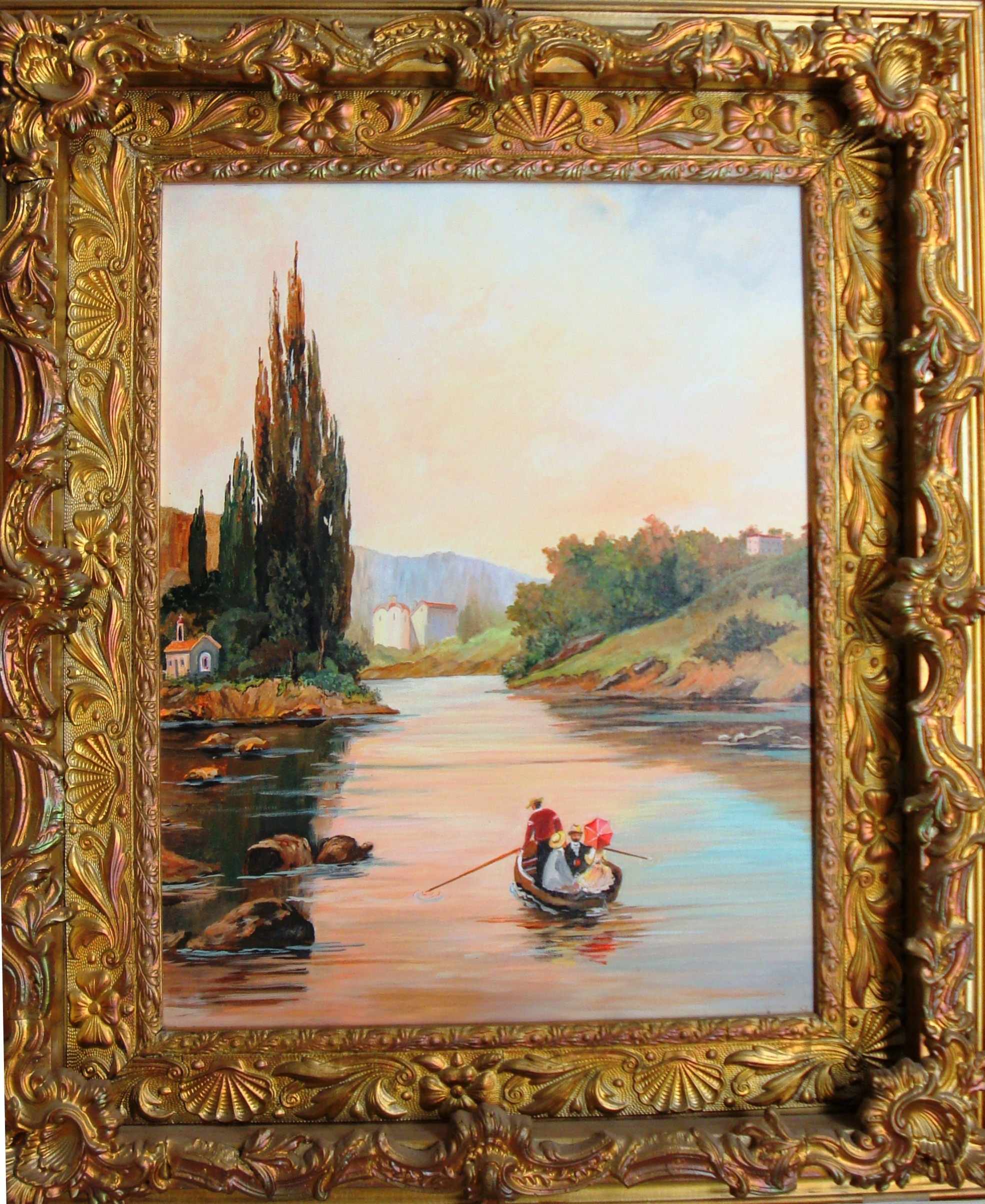
Bootsfahrt auf dem Fluss
Boote und Kinder am Strand
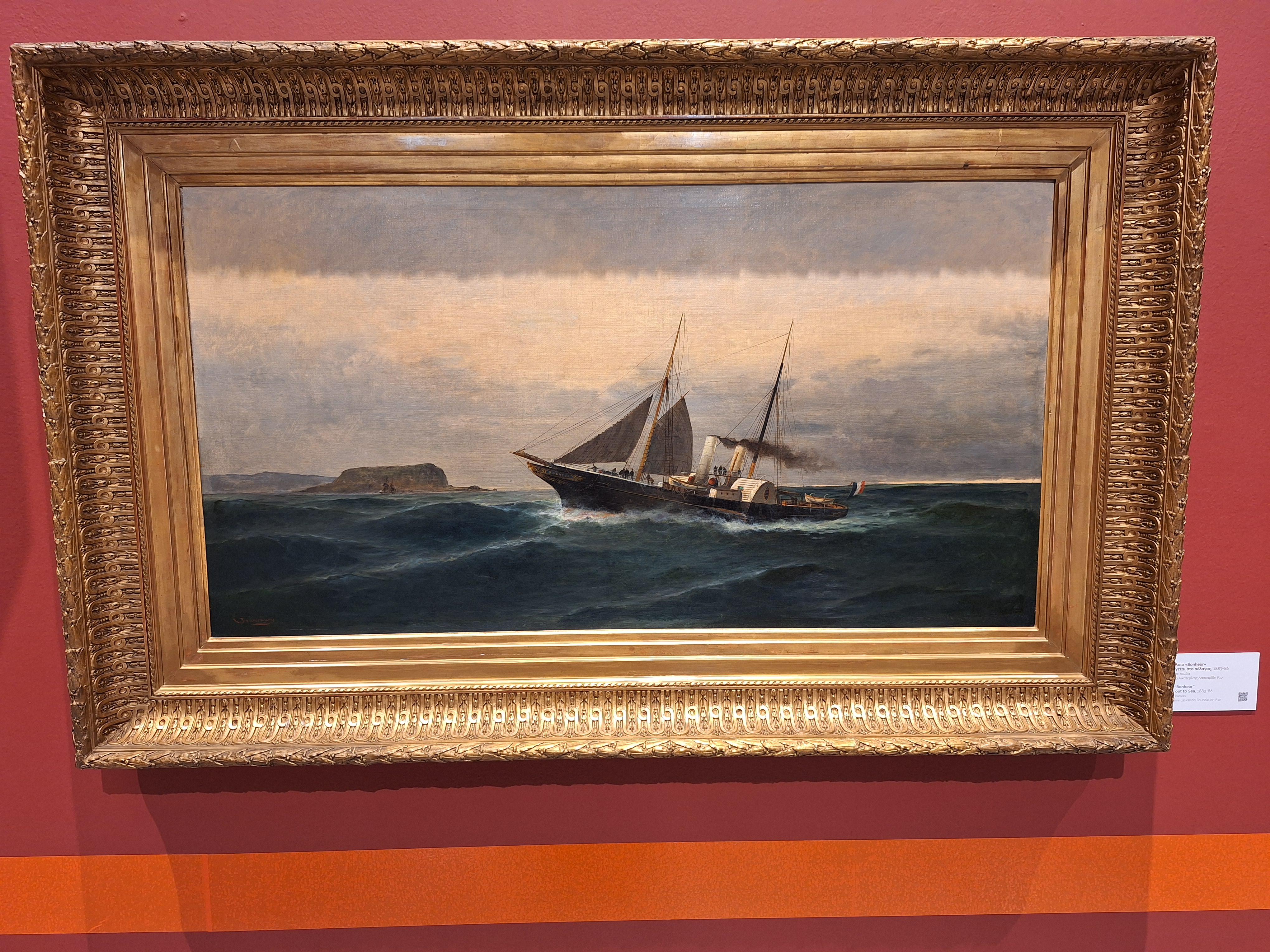
Die Bonheur segelt vor der Küste
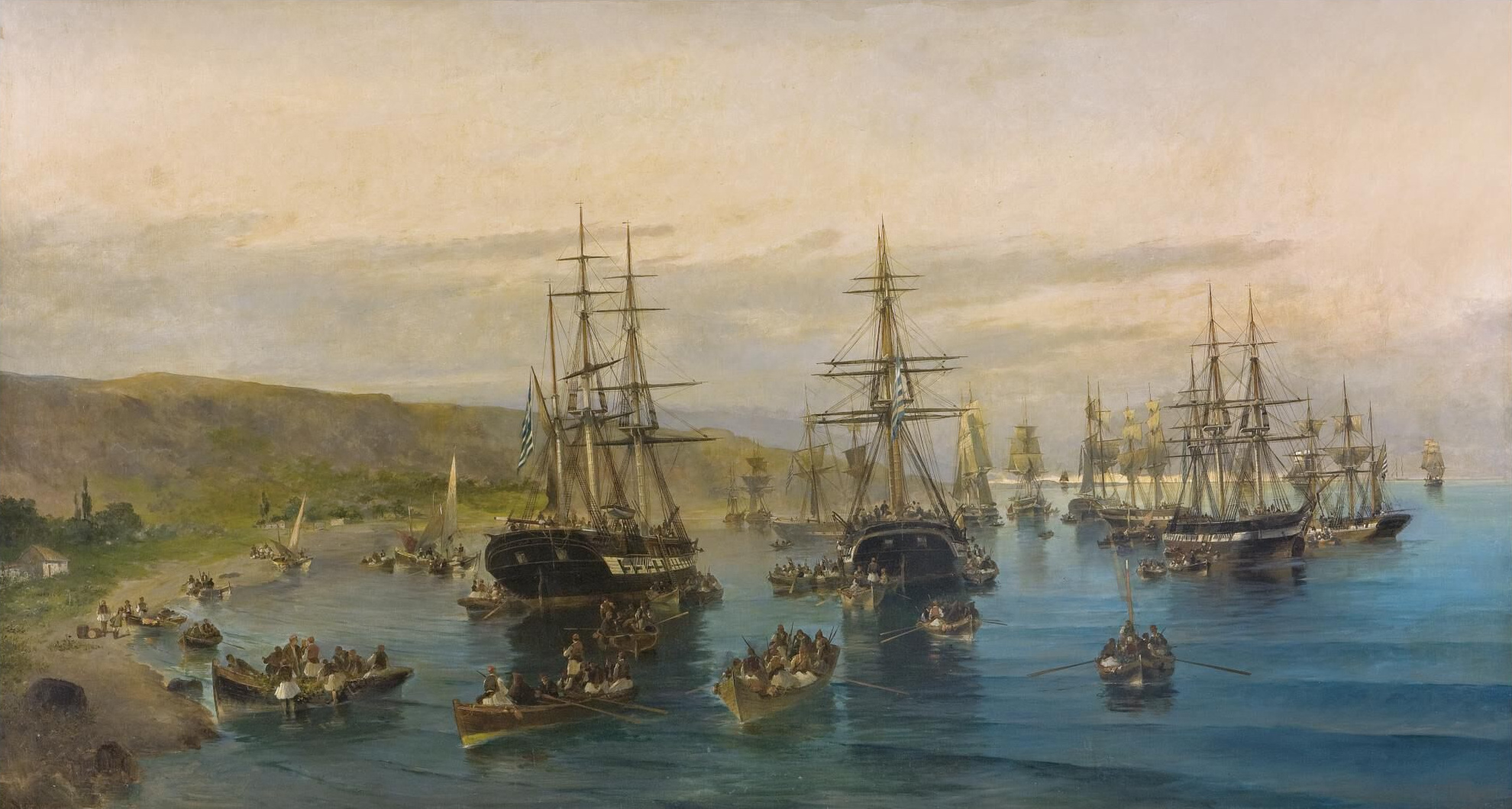
Die Ankunft von Karaiskakis in Phalero
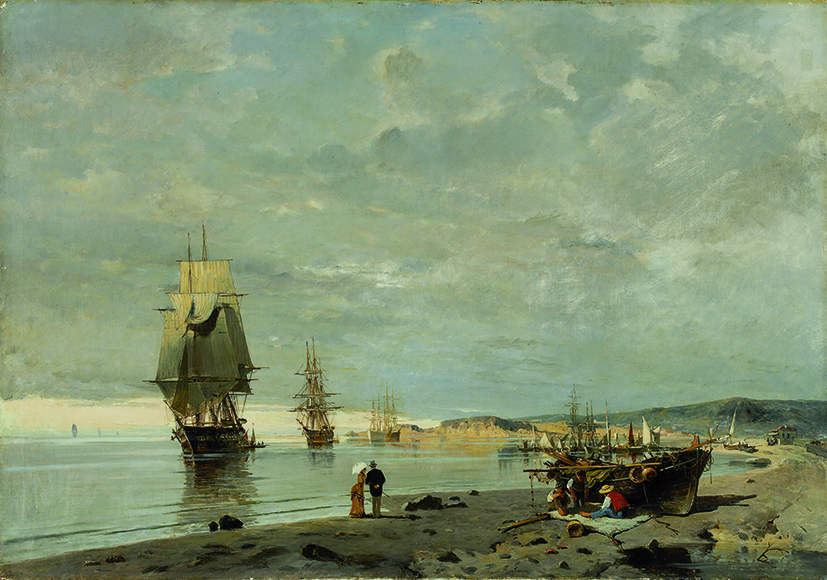
Seeküste von Faliro
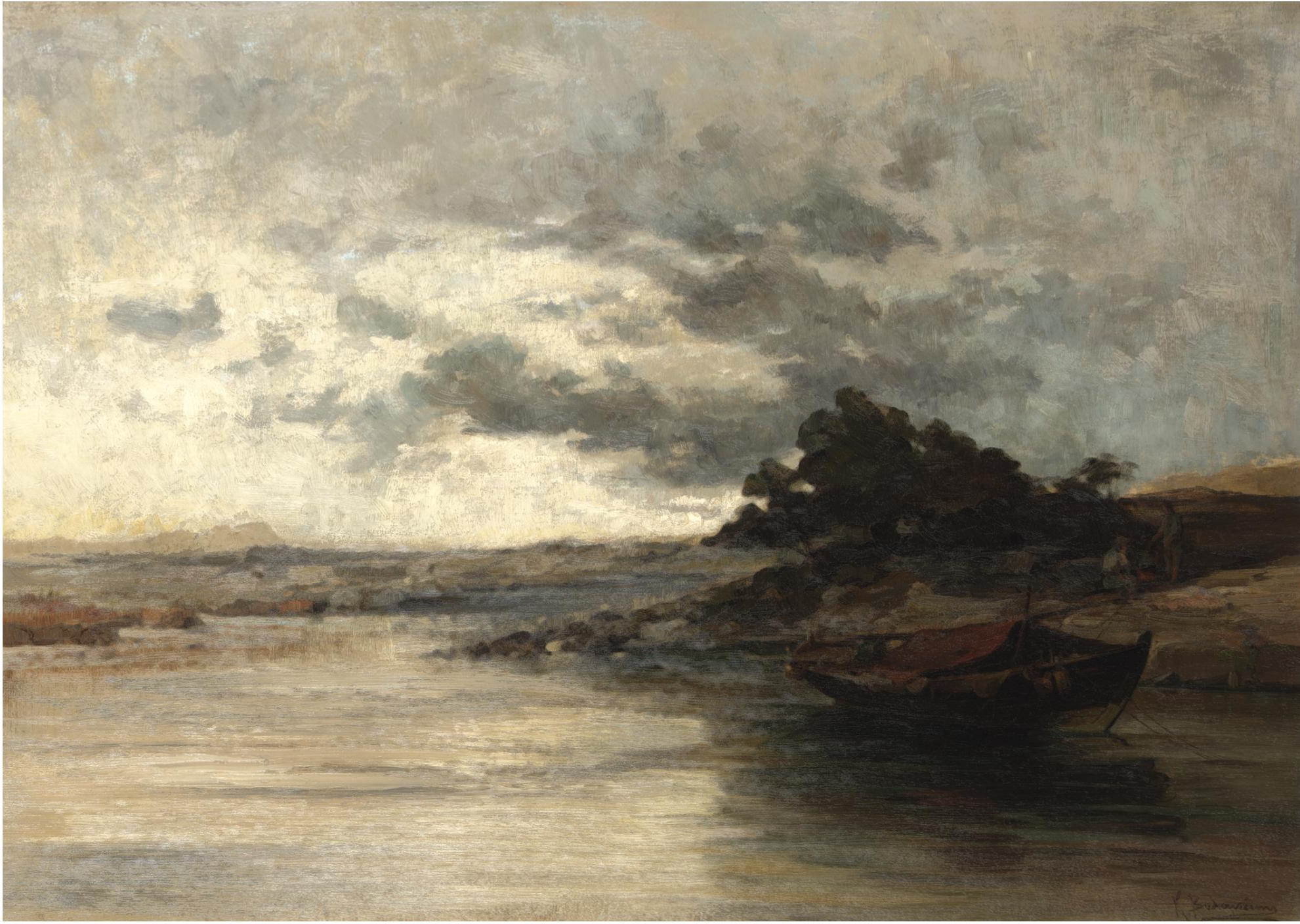
Der Fluss
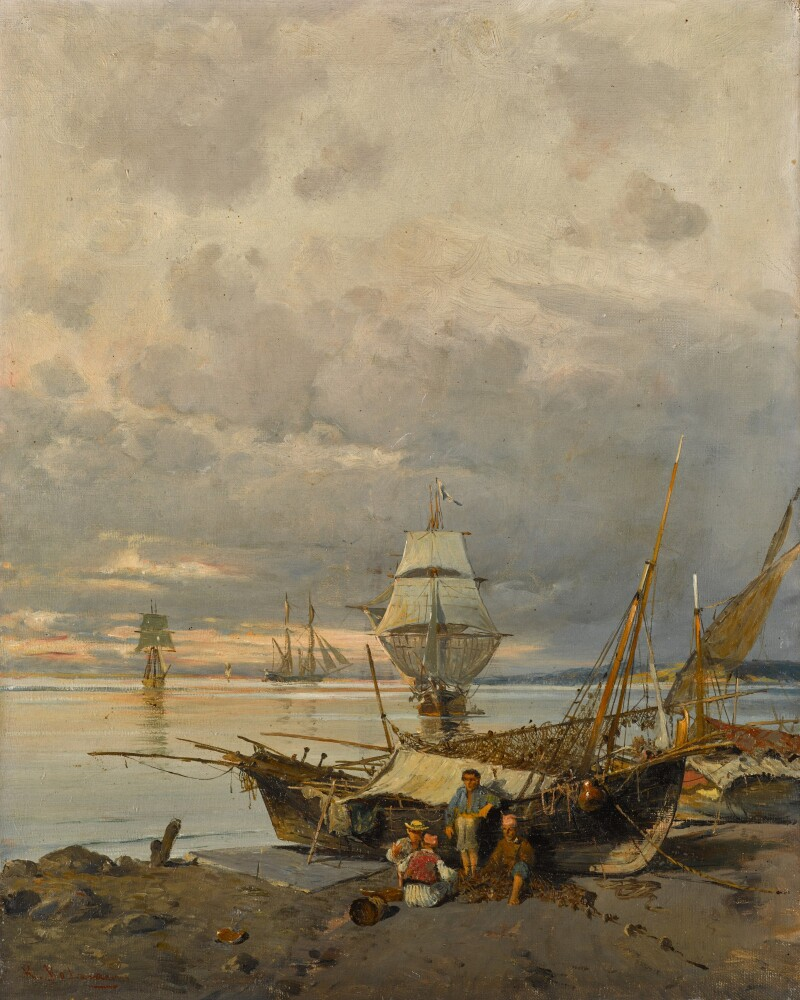
An der Küste
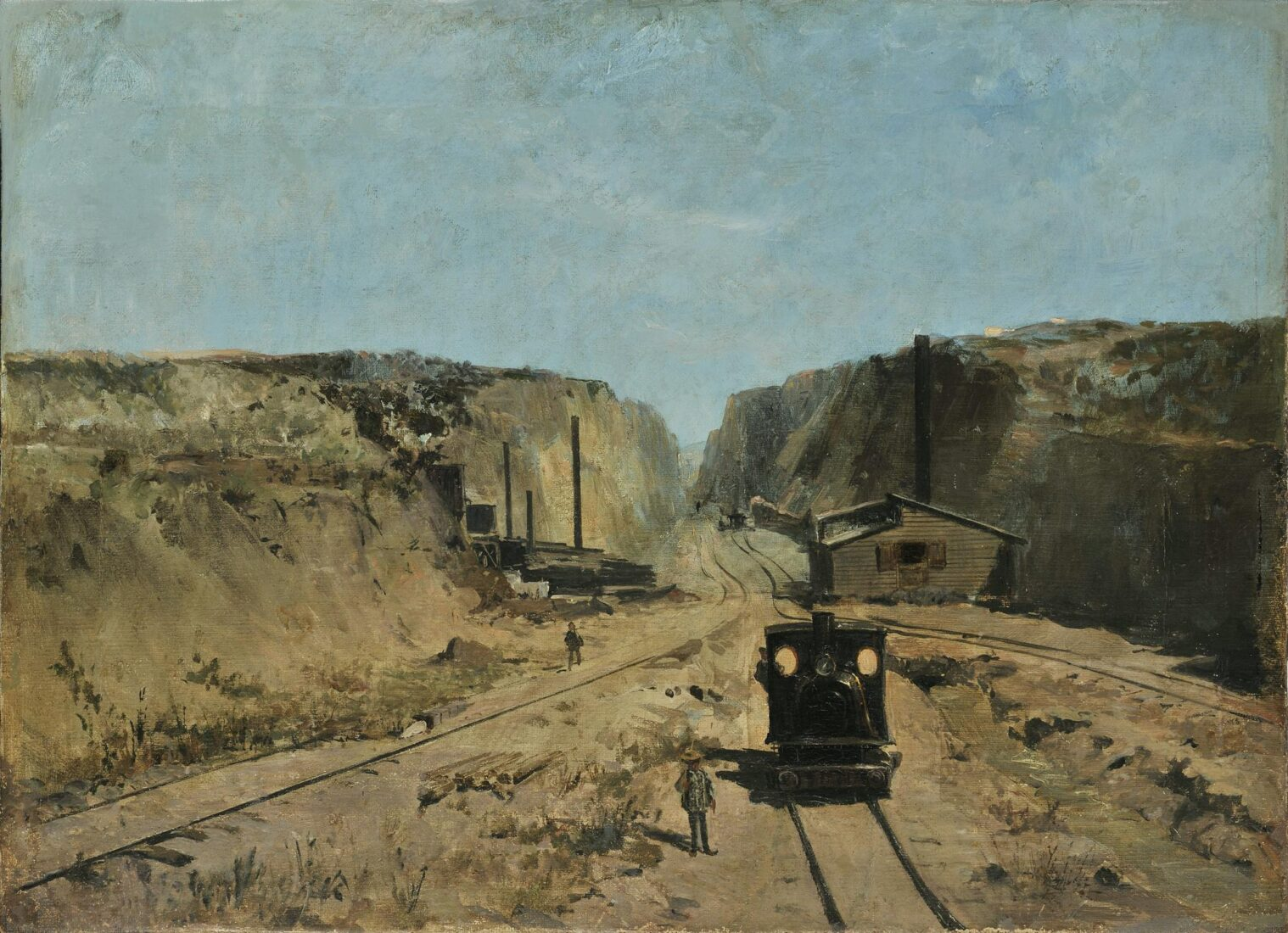
Die Eröffnung des Isthmus’ von Korinth